# La Loterie à Babylone
 La Loterie à Babylone  (en espagnol : la lotería en Babilonia) est une nouvelle de Jorge Luis Borges publiée dans le recueil Fictions, qui décrit une loterie poussée à son paroxysme.

## Résumé
Le narrateur, habitant d'une ancienne Mésopotamie de fiction, décrit la mise en place d'une loterie. Peu à peu, le succès aidant, celle-ci évolue : introduction de lots autres que pécuniaires (charges politiques ...), puis de lots négatifs ou nuls pour accroître le suspense (peines de prisons, objets anodins ...). Enfin, la loterie devient secrète et obligatoire. On ne peut plus alors discerner, dans les événements de la vie, ce qui provient de la loterie, ni même si elle existe encore.

## Thèmes
Une réflexion sur l'influence du hasard sur la vie.
La Compagnie qui organise la loterie est aussi une métaphore de Dieu : toute-puissante, ses objectifs sont incompréhensibles aux yeux des babyloniens, qui ne peuvent que s'y soumettre.

## Incipit
« Comme tous les hommes de Babylone, j'ai été pro-consul ; comme eux tous, esclave. »